# Tajlandia na zimowych igrzyskach olimpijskich
Tajlandia wystartowała po raz pierwszy na zimowych IO w 2002 roku na igrzyskach w Salt Lake City. Później wystąpiła tylko na ZIO w Turynie w 2006 roku. Do tej pory nie zdobyła żadnego medalu.

## Klasyfikacja medalowa
| Igrzyska            | Złoto | Srebro | Brąz | Razem |
| ------------------- | ----- | ------ | ---- | ----- |
| 2002 Salt Lake City | 0     | 0      | 0    | 0     |
| 2006 Turyn          | 0     | 0      | 0    | 0     |
| Razem               | 0     | 0      | 0    | 0     |